# Pau de Vervins
La pau de Vervins  es va signar el 2 de maig de 1598 a Vervins (actual Aisne) entre els reis Felip II d'Espanya i Enric IV de França. El tractat va servir especialment per a confirmar les clàusules prèviament signades en el tractat de Cateau-Cambrésis (3 d'abril de 1559) entre el mateix Felip II i Enric II de França, afegint-hi diverses clàusules noves.

## Antecedents
Enric IV de França havia declarat la guerra a Espanya el 1595 i després de la victòria al setge d'Amiens el 1597 va promulgar l'Edicte de Nantes el 13 d'abril de 1598 per acabar efectivament amb les guerres de religió a França, que s'havien estès fins a un conflicte a escala europea.

## El tractat
Es reuniren a la ciutat de Vervins el 8 de febrer de 1598 els delegats d'ambdues potències. Representaven Enric Bellièvre i Sillery, i a Felip: Jean Richardot, Juan de Tassis i Acuña i Jean Verriere.
Hi hagué llargs i emprenyats debats, sorgiren greus dificultats, però tot s'anà aplanant mercès a la influència del cardenal llegat, i la pau restà signada el 2 de maig de 1598. En resum, el tractat de Vervins conté la ratificació de la pau de Cateau-Cambrésis, la devolució de presoners, oblit de tot el passat i la restitució de les places preses durant la guerra, retornant Espanya: Calais, Ardres, Doullens, Châtelet, La Chapelle i Le Blavet, restant per a Espanya Cambray; Felip es reservà el dret de litigar amigablement pels drets que la seva filla Isabel pogués al·legar sobre certes províncies de França.
El duc de Savoia, aliat d'Espanya, entrà en el tractat de Vervins, però a condició que el papa decidís quina era la legítima propietat del marquesat de Saluzzo, del qual s'havia apoderat el de Savoia, i Enric IV va declarar la guerra al Ducat de Savoia fins que la Pau de Lió, signada el 17 de gener de 1601, va comportar que Saluzzo definitivament passà a mans dels Savoia a canvi de la Senyoria de Bresse i d'altres territoris dels Alps.D'acord amb els termes d'aquest tractat Espanya va tornar a França el Vermandois, una part de Picardia, la ciutat de Calais i Le Blavet (Port-Louis, Bretanya) i França restituí a Espanya el Charolais i diverses places fortes de les quals França s'havia apoderat des del tractat anterior, i renunciava expressament a la sobirania de Flandes i Artois (seqüeles llunyanes de la lluita entre el rei de França Lluís XI i el duc de Borgonya Carles I de Borgonya). No obstant això, Enric IV es va negar a legitimar l'annexió de la part espanyola de Navarra, duta a terme el 1512 per Ferran II d'Aragó, besavi de Felip II.

## Conseqüències polítiques i territorials
La pau de Vervins fou el punt final del període imperial d'Espanya a Europa, conseqüència fatal de la derrota de l'armada Invencible que, arravatant a Espanya el domini del mar, deixà sense base tots els afanys de domini terrestre. En els 10 anys que transcorregueren d'un esdeveniment a un altre (1588-98), Felip II de Castella no tan sols no desistí dels seus projectes de domini i intervenció espanyola en els conflictes polítics i confessionals europeus, esforçant-se a aprofitar l'anarquia francesa per a preponderar sobre França i dirigir la política d'aquell regne, sinó que amb més gran afany que mai consagrà a tal propòsit tota la seva atenció i tots els seus recursos. Tanmateix, a pesar de les Guerres de religió a França, l'esperit nacional francès se li oposava, tot i l'abjuració feta del protestantisme per Enric IV de França amb Edicte de Nantes, hereu legítim del tron de França que havia evitat l'accés d'un rei hugonot al tron francès. Ambdós contendents, mancats de recursos pecuniaris, arribaren a desitjar la pau, que fou facilitada per la intervenció del papa Climent VII.